# Due cagliaritani a New York
Due cagliaritani a New York è un album di Benito Urgu che raccoglie delle gag registrate in studio negli anni '80. Uscito inizialmente in musicassetta, è stato ristampato su CD nel 2003 da Frorias Edizioni.

## Tracce
Tutti i brani e le gag sono di Benito Urgu.
1. Due cagliaritani a New York (Parte Prima) – 24:05
2. Due cagliaritani a New York (Parte Seconda) – 24:08

Durata totale: 48:13